# Asesinato de Aiyana Jones
Aiyana Mo'Nay Stanley-Jones (20 de julio de 2002 - 16 de mayo de 2010) era una niña afroamericana de siete años del East Side de Detroit que recibió un disparo en la cabeza y murió a manos del agente de policía Joseph Weekley durante una redada llevada a cabo por el Equipo de Respuesta Especial del Departamento de Policía de Detroit contra un sospechoso en el apartamento situado un piso por encima del de Jones el 16 de mayo de 2010. Su muerte atrajo la atención de los medios de comunicación estadounidenses y llevó al congresista John Conyers a pedir al fiscal general Eric Holder una investigación federal sobre el incidente.
El agente Joseph Weekley fue acusado en relación con la muerte de Jones. En octubre de 2011, se le acusó de homicidio involuntario y de imprudencia temeraria con arma de fuego. El primer juicio de Weekley terminó en un juicio nulo en junio de 2013. Su nuevo juicio comenzó en septiembre de 2014. El 3 de octubre, la jueza, Cynthia Gray Hathaway, desestimó el cargo de homicidio involuntario contra Weekley, dejándolo en juicio por un solo cargo: disparo imprudente de un arma de fuego. El 10 de octubre, el segundo juicio terminó en otro juicio nulo. El 28 de enero de 2015, un fiscal absolvió a Weekley del último cargo que quedaba en su contra, asegurando que no habría un tercer juicio.

## Contexto
El 14 de mayo de 2010, Je'Rean Blake, estudiante de último año de Southeastern High School, fue asesinado a tiros cerca de la intersección de las calles Mack y Beniteau, en el lado este de Detroit. Al final del día siguiente, la policía había identificado a Chauncey Owens como sospechoso de la muerte de Blake y obtuvo una orden de registro para el 4054 de la calle Lillibridge, donde se creía que Owens se escondía.
El edificio era un dúplex; La novia de Owens, LaKrysta Sanders, vivía en el apartamento de arriba, mientras que su madre y la abuela de Aiyana Jones, Mertilla Jones, vivían en el apartamento de abajo.  En el momento del incidente, Aiyana Jones estaba durmiendo en el sofá de la habitación delantera del apartamento de abajo. Owens estaba en el apartamento de arriba.
Un equipo de televisión de telerrealidad  de A&E acompañaba al Equipo de Respuesta Especial de la policía reuniendo imágenes para el programa The First 48. Weekley había aparecido en otro reality show policial de A&E, Detroit SWAT.
Dos semanas antes del incidente, un oficial de policía de Detroit había muerto en el cumplimiento de su deber mientras intentaba arrestar a un sospechoso.
Más tarde, Owens fue declarado culpable del asesinato de Blake.

### Personas involucradas
Aiyana Jones era la hija de Charles Jones y Dominika Stanley. Era una de los tres hijos de la pareja y tenía cuatro hermanastros.

## Muerte
Según los informes de prensa, la policía llegó al lugar de los hechos a las 12:40 horas del domingo 16 de mayo de 2010. En un intento de distraer a los ocupantes, la policía disparó una granada aturdidora a través de la ventana frontal del apartamento inferior, donde Aiyana Jones estaba durmiendo. El agente Weekley afirmó que la granada de destello le impidió ver a la persona que estaba en el sofá del salón.
Los agentes de policía, los transeúntes y los residentes de la casa no se ponen de acuerdo sobre los acontecimientos que siguieron. Según los informes, segundos después de entrar en la casa, Weekley efectuó el disparo mortal. Se abrió paso hacia el interior, protegido por un escudo antibalas. Weekley afirmó que la abuela paterna de Aiyana Jones, Mertilla Jones, intentó golpear su subfusil MP5, lo que provocó que se disparara. La bala alcanzó a Aiyana matándola. Weekley declaró: "Una mujer que estaba dentro agarró mi pistola. Se disparó. La bala alcanzó a una niña".
Mertilla Jones dijo que cogió a su nieta cuando la granada entró por la ventana, y no el arma del agente, porque la granada había prendido fuego a la niña. Dijo que no tuvo contacto con ningún agente.
Tras el disparo, Weekley informó a su sargento de que una mujer que estaba dentro había agarrado su pistola. La policía detuvo a Mertilla, le hizo pruebas de drogas y pólvora y la dejó en libertad el domingo por la mañana. En el nuevo juicio de Weekley en 2014, se reveló que no se encontraron las huellas dactilares de Mertilla en el arma de Weekley. Geoffrey Fieger, el abogado de la familia, dijo que la policía realizó el disparo que alcanzó a Aiyana desde el exterior de la vivienda, posiblemente a través de la puerta principal que estaba abierta.
Weekley era miembro del equipo SWAT de Detroit y uns temática frecuentemente en A&E Network (A&E), cuyos equipos de filmación también estaban filmando la investigación para la serie de televisión documental The First 48.
Chauncey Owens, el sospechoso a quien la redada tenía por objeto aprehender y novio de la tía de Aiyana, LaKrystal Sanders, fue encontrado en el apartamento del piso superior del dúplex y se entregó sin incidentes.

## Consecuencias
Tras una investigación interna y federal de un año, el 4 de octubre de 2011, un gran jurado acusó a Weekley de homicidio involuntario y de imprudencia temeraria con arma de fuego. Admitió en su primer juicio que "fue mi arma la que disparó y mató a una niña de 7 años". Su juicio estaba programado para octubre y finalmente tuvo lugar en junio de 2013, pero fue invalidado por bloqueo del jurado . Se programó un nuevo juicio para diciembre de 2013, pero en realidad comenzó en septiembre de 2014
Allison Howard, una camarógrafa y fotógrafa de A&E que también estuvo presente en la redada, fue acusada de obstrucción a la justicia y perjurio por supuestamente "copiar, mostrar o entregar a terceros las imágenes de vídeo que grabó de la redada". En junio de 2013, Howard se declaró "no contest" al cargo de obstrucción a la justicia, y el cargo de perjurio fue desestimado. Allison Howard fue condenada a dos años de libertad condicional en julio de 2013 y a una multa de 2.000 dólares.

### Juicio
El primer juicio de Weekley terminó en un juicio nulo en junio de 2013. La jueza de circuito del condado de Wayne, Cynthia Gray Hathaway, presidió el caso. El caso de Aiyana sería el más largo que presidió Hathaway en más de 20 años de estar en el banquillo.[cita requerida]

### Nuevo proceso
El nuevo juicio de Weekley comenzó en septiembre de 2014. Se le acusó de homicidio involuntario y de "disparo negligente de un arma que causa la muerte".
El segundo día del juicio, el 24 de septiembre, testificó LaKrystal Sanders, que vivía en el piso superior de la casa donde fue asesinada Aiyana. Sanders era la tía paterna de Aiyana Jones, la novia de Chauncey Owens y la hija de Mertilla Jones. Mientras Sanders estaba en el estrado, la juez Cynthia Hathaway le dijo que ella (Sanders) estaba siendo "irrespetuosa". La madre de Aiyana, Dominika Stanley, y la abuela paterna Mertilla testificaron, y ambas tuvieron "arrebatos emocionales". Tras el arrebato de la abuela, la jueza ordenó al jurado que saliera de la sala y la abuela fue escoltada fuera de la sala gritando. Debido al arrebato de Mertilla Jones, la jueza detuvo el juicio hasta el 29 de septiembre.
El 29 de septiembre, el abogado de Weekley solicitó a la juez la anulación del juicio, alegando la conducta de Mertilla Jones en el estrado la semana anterior. La jueza denegó la petición de anulación del juicio, diciendo que creía que el jurado podía seguir siendo "imparcial". Sin embargo, la jueza también dijo que si Mertilla Jones y los demás familiares seguían teniendo arrebatos en el estrado, entonces declararía la nulidad del juicio.
El 3 de octubre, la jueza desestimó el cargo de homicidio involuntario contra Weekley. El 10 de octubre, el juez declaró la nulidad del juicio debido al bloqueo del jurado. El 28 de enero de 2015, la fiscal del condado, Kym Worthy, desestimó el último cargo que quedaba contra Weekley, el delito menor de "disparo imprudente de un arma de fuego que causa la muerte". Weekley no irá a un tercer juicio.
Miembros del jurado
El jurado afirmó que la raza no afectó a la decisión de su veredicto. El escrutinio del jurado dio como resultado siete votos de "no culpable" y cinco de "culpable".

## Controversia

### Demandas
Una demanda de derechos civiles cuestionó el relato de Weekleys sobre el incidente, afirmando que la granada había atravesado la ventana y había alcanzado a Aiyana. La demanda afirma que la policía estaba fuera de la casa desde donde "disparó a ciegas y al azar", y una de las balas alcanzó mortalmente a la niña de 7 años en el cuello. La demanda acusa a Weekley por el uso ilegal de fuerza excesiva. Además, se demanda al departamento de policía y a los supervisores no identificados del Equipo de Respuesta Especial de la ciudad de Detroit por violar los derechos civiles de Aiyana Jones mediante su formación y su política de procedimiento. La familia reclama 7,5 millones de dólares por daños y perjuicios y un juicio con jurado, según el expediente judicial. Dos días después de la muerte de Jones, el 18 de mayo de 2010, el abogado Geoffrey Fieger presentó una demanda en nombre de su familia contra A&E y la policía.

#### Reclamación de vídeo del abogado Fieger
El abogado Fieger afirmó que las imágenes, procedentes de una fuente no revelada, mostraban que la bala letal procedía del exterior de la vivienda, y no del interior, como había dicho la policía. Un portavoz de la policía de la ciudad exigió que Fieger compartiera el contenido de la cinta con los investigadores de la Policía Estatal de Michigan. Fieger respondió diciendo que no tenía el supuesto vídeo, que según él fue realizado por el reality show The First 48 de la cadena A&E. La detective de la Policía Estatal de Michigan Tawana Powell declaró durante el juicio de 2014 que la investigación descubrió que el vídeo del que hablaba Fieger no existía.
Seguimiento de John Weekley
El 2 de abril de 2015, casi cinco años después de la muerte de Jones, el agente Weekley volvió al servicio activo como policía de Detroit. El departamento decidió retirarlo del servicio activo poco después del tiroteo del 16 de mayo de 2010. Weekley fue trasladado del Equipo de Respuesta Especial a la Oficina de Investigaciones Criminales. El jefe de policía James Craig declaró, "Tendrá una capacidad de servicio limitada. No estará en el campo".

### Medios de comunicación populares
En septiembre de 2013, J. Cole publicó un video musical dedicado a Jones por su canción Crooked Smile, con TLC en YouTube.

## Reunión
En mayo de 2016, BlackMattersUS celebró una pequeña concentración en memoria de Jones. Familias de personas muertas por agentes de policía y activistas se reunieron a los pies de la estatua del Espíritu de Detroit, frente al Centro Municipal Coleman A. Young de Detroit. El 20 de julio de 2016 la policía de Detroit detuvo a seis desconocidos por encadenarse a una comisaría del Departamento de Policía de Detroit, su protesta en honor a Jones. El capítulo de Detroit del Black Youth Project 100 (BYP100) y Black Lives Matter Detroit organizaron la concentración en el que habría sido su 14º cumpleaños. Los manifestantes pidieron el cese del agente Weekley, ya que había sido seleccionado para copresidir el Comité de Raza e Igualdad del Departamento de Policía de Detroit. La abuela Mertilla Jones dijo: "Hay que esperar que se rindan cuentas en casos como éste, porque los policías no pueden seguir matando gente y salirse con la suya".